# Jimmy De Jonghe
Jimmy De Jonghe (Boechout, 13 febbraio 1992) è un calciatore belga, difensore del Wilrijk.

## Carriera

### Club
Cresciuto nel settore giovanile del Club Bruges, ha esordito in prima squadra il 31 luglio 2011 disputando l'incontro di Pro League vinto 5-0 contro il Westerlo; sempre nel corso della stagione 2011-2012 esordisce anche nelle competizioni UEFA per club, giocando 3 partite in Europa League. Nelle due stagioni successive gioca in prestito sempre nella massima serie belga, rispettivamente con Zulte Waregem e Lierse, mentre nella stagione 2014-2015 gioca in prestito nella seconda divisione belga con il Roeselare. Nell'estate del 2015 passa a titolo definitivo al Beerschot VA, club della terza divisione belga, con cui nella stagione 2016-2017 vince il campionato conquistando la promozione in seconda divisione, categoria nella quale milita per le successive due stagioni. Gioca poi in seconda divisione con il Lokeren per una stagione e mezza, per poi trasferirsi in Romania all'Argeș Pitești.

### Nazionale
Ha rappresentato tutte le nazionali giovanili belga, dall'Under-15 all'Under-21, ad eccezione dell'Under-20.

## Statistiche

### Presenze e reti nei club
Statistiche aggiornate al 6 gennaio 2022.
| Stagione             | Squadra              | Campionato           | Campionato | Campionato | Coppe nazionali | Coppe nazionali | Coppe nazionali | Coppe continentali | Coppe continentali | Coppe continentali | Altre coppe | Altre coppe | Altre coppe | Totale | Totale |
| Stagione             | Squadra              | Comp                 | Pres       | Reti       | Comp            | Pres            | Reti            | Comp               | Pres               | Reti               | Comp        | Pres        | Reti        | Pres   | Reti   |
| -------------------- | -------------------- | -------------------- | ---------- | ---------- | --------------- | --------------- | --------------- | ------------------ | ------------------ | ------------------ | ----------- | ----------- | ----------- | ------ | ------ |
| 2010-2011            | Club Bruges          | D1                   | 0          | 0          | CB              | 0               | 0               | UEL                | 0                  | 0                  |             | -           | -           | 0      | 0      |
| 2011-2012            | Club Bruges          | D1                   | 13         | 0          | CB              | 2               | 0               | UEL                | 3                  | 0                  |             | -           | -           | 18     | 0      |
| lug.-ago. 2012       | Club Bruges          | D1                   | 0          | 0          | CB              | 0               | 0               | UCL+UEL            | 0                  | 0                  |             | -           | -           | 0      | 0      |
| Totale Club Bruges   | Totale Club Bruges   | Totale Club Bruges   | 13         | 0          |                 | 2               | 0               |                    | 3                  | 0                  |             | -           | -           | 18     | 0      |
| ago. 2012-2013       | Zulte Waregem        | D1                   | 6          | 0          | CB              | 1               | 0               |                    | -                  | -                  |             | -           | -           | 7      | 0      |
| 2013-2014            | Lierse               | D1                   | 11         | 0          | CB              | 1               | 0               |                    | -                  |                    | -           | -           | -           | 12     | 0      |
| 2014-2015            | Roeselare            | D2                   | 29         | 3          | CB              | 1               | 0               |                    | -                  | -                  |             | -           | -           | 30     | 3      |
| 2015-2016            | Beerschot VA         | D3                   | 31         | 5          | CB              | 0               | 0               |                    | -                  | -                  |             | -           | -           | 0      | 0      |
| 2016-2017            | Beerschot VA         | D3                   | 33         | 2          | CB              | 1               | 0               |                    | -                  | -                  |             | -           | -           | 34     | 2      |
| 2017-2018            | Beerschot VA         | D2                   | 18+9       | 1+1        | CB              | 1               | 0               |                    | -                  | -                  |             | -           | -           | 28     | 2      |
| 2018-2019            | Beerschot VA         | D2                   | 25+5       | 0          | CB              | 2               | 0               |                    | -                  | -                  |             | -           | -           | 32     | 0      |
| Totale Beerschot VA  | Totale Beerschot VA  | Totale Beerschot VA  | 121        | 9          |                 | 4               | 0               |                    | -                  | -                  |             | -           | -           | 125    | 9      |
| 2019-2020            | Lokeren              | D2                   | 24         | 0          | CB              | 1               | 0               |                    | -                  | -                  |             | -           | -           | 25     | 0      |
| gen.-mag. 2021       | Argeș Pitești        | L1                   | 9          | 0          |                 | -               | -               |                    | -                  | -                  |             | -           | -           | 9      | 0      |
| 2021-gen. 2022       | Argeș Pitești        | L1                   | 6          | 0          | CR              | 1               | 0               |                    | -                  | -                  |             | -           | -           | 7      | 0      |
| Totale Argeș Pitești | Totale Argeș Pitești | Totale Argeș Pitești | 15         | 0          |                 | 1               | 0               |                    | -                  | -                  |             | -           | -           | 16     | 0      |
| Totale carriera      | Totale carriera      | Totale carriera      | 219        | 12         |                 | 11              | 0               |                    | 3                  | 0                  |             | -           | -           | 233    | 12     |

## Palmarès

### Club

#### Competizioni nazionali
- Derde klasse: 1

Beerschot VA: 2016-2017